# Fort Pampus
Pour les articles homonymes, voir Pampus.
Ford Pampus (prononcé en néerlandais : [ˈpɑmpɵs]) est une île artificielle et un fort situé sur le chenal de Pampus, faisant partie de la ligne de défense d'Amsterdam. La construction date de la fin du XIXe siècle sur le chenal Pampus.
L'île appartient à la commune de Gooise Meren, elle est ouverte aux visiteurs.

## Le fort

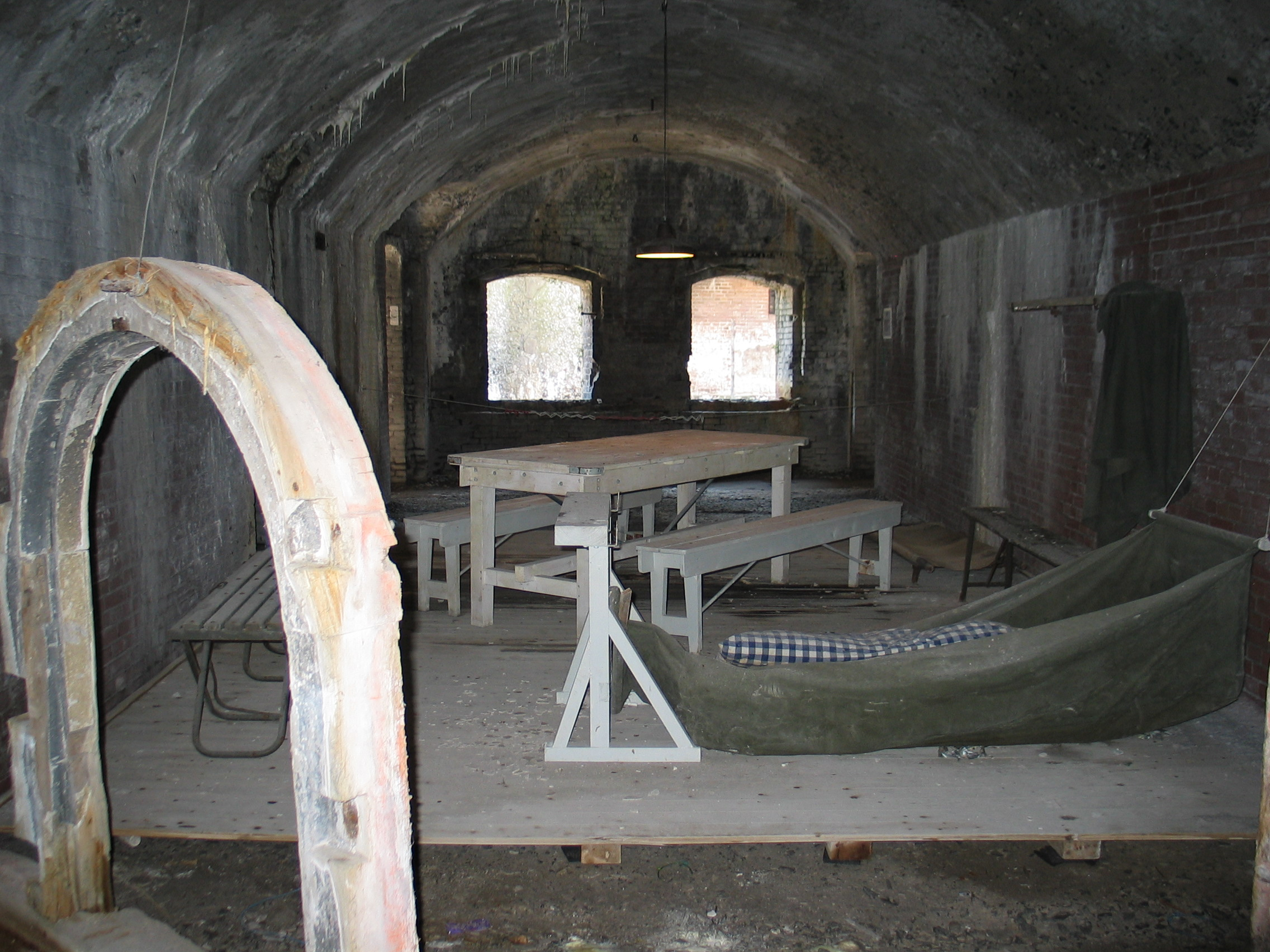
Une pièce intérieure du fort Pampus.

Après la guerre franco-prussienne de 1870, le gouvernement néerlandais craignait une attaque sur Amsterdam. Une ligne de défense fut construite autour d'Amsterdam. Une île artificielle fortifiée fut créée devant l'embouchure de l'IJ sur le Muiderzand, le banc de sable situé sur le flanc est du chenal, qui a donné son nom au fort. Le fort est construit sur 4 000 piliers de 11 m de longueur. Il fut achevé en 1895. Son but était de protéger Amsterdam d'un bombardement naval et d'empêcher un ennemi d'accéder à la ville. Il n'a jamais été utilisé en temps de guerre et a été fermé en 1933, un an après l'achèvement de la digue fermant le Zuiderzee.
Il est toutefois réarmé en 1939 et les Allemands y installent une batterie de défense anti-aérienne. L'hiver de 1944-1945 fut tellement rigoureux et il gela si fort que l'île était devenue accessible à pied. Les Allemands avaient auparavant enlevé tout le métal de l'île afin d'alimenter leur industrie. Durant cet hiver, les habitants d'Amsterdam ont pris tout le bois disponible sur l'île pour pouvoir se chauffer.
Définitivement fermé en 1952, le fort tombe peu à peu en ruine. En 1990, il est vendu à une association qui entreprend sa restauration.

## Divers

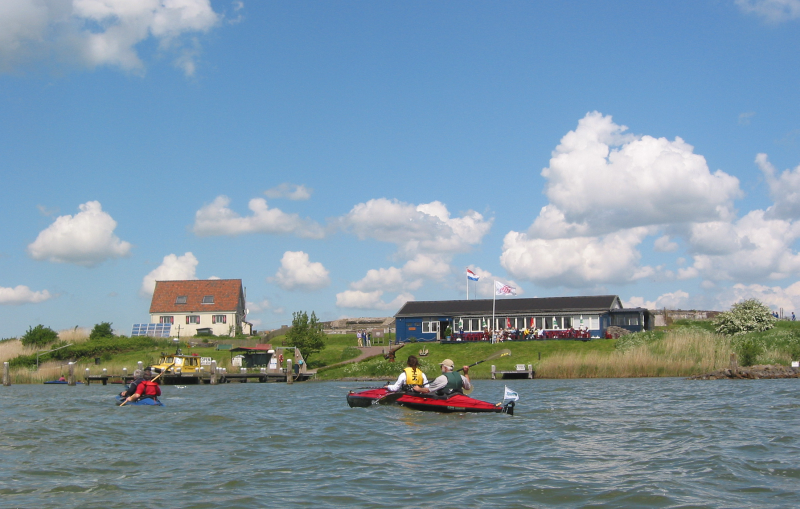
Canoës dans le port du fort Pampus.

Le fort est accessible par un petit port situé sur le côté sud de l'île. L'accès est dangereux et interdit par toute autre voie en raison d'un muret, légèrement sous le niveau de l'eau, entourant l'île. Le muret est visible sur les images satellites.
Une route est prévue reliant Amsterdam à Almere, qui passerait au-dessus du fort. La route serait une solution aux embouteillages des nationales A6 et A1.

.

.

## Caractéristiques du fort
- Longueur : 205 m
- Largeur : 164 m
- Surface : env. 0,03 km2
- Point culminant : (phare) 13,3 m NAP
- Habitants : 2
- Densité : 67 hab/km2